# Eudossia
Eudossia  è un nome proprio di persona italiano femminile.

## Varianti
- Maschili: Eudossio[1]

### Varianti in altre lingue
- Greco antico: Εὐδοξία (Eudoxìa)[2]
- Polacco: Eudoksja

## Origine e diffusione
Continua il nome greco antico Εὐδοξία (Eudoxia), composto da εὖ (èu, "bene") e δόξα (dòxa, "gloria"), e vuol dire quindi "buona fama", significato analogo a quello dei nomi Cosroe e Dobrosław.
In età imperiale si è incrociato e confuso con il nome Eudocia, per la loro somiglianza fonetica.

## Onomastico
L'onomastico si può festeggiare il 1º marzo in ricordo di sant'Eudossia (o Eudocia), martire a Eliopoli nel 152. Si ricordano con questo nome anche sant'Eudossia, imperatrice, il 10 settembre, e sant'Eudossio, martire con altri compagni a Sivas, ricordato il 2 novembre.

## Persone
- Eudossia Lascaris, principessa bizantina
- Elia Eudossia, moglie dell'imperatore d'Oriente Arcadio
- Licinia Eudossia, imperatrice bizantina

### Varianti maschili
- Eudossio, patriarca di Antiochia e Costantinopoli

## Il nome nelle arti
Nella letteratura e nella musica:
- "L'Eudossia", opera lirica di Bernardo Pasquini (1692)
- "L'Eudossia", opera lirica di Giuseppe Fabbrini (1696)
- "Eudossia", tragedia di Angelo Brofferio (inizi del XIX secolo)
- Eudossia, personaggio dell'opera lirica "La fiamma" (Ottorino Respighi - 1834), dove è la madre dell'esarca di Ravenna, Basilio.
- Eudossia, personaggio dell'opera lirica "La Juive" (Jacques Halévy - 1835), dove è la nipote dell'imperatore.
- Il nome di una delle città descritte ne Le città invisibili di Italo Calvino.